# Giro del Belvedere 2019
Il Giro del Belvedere 2019, ottantunesima edizione della corsa, valido come evento dell'UCI Europe Tour 2019 categoria 1.2U, si svolse il 22 aprile 2019 su un percorso di 163 km. Fu vinto dall'italiano Samuele Battistella che terminò la gara in 3h45'54", alla media di 43,293 km/h, battendo Giovanni Aleotti e a completare il podio Matteo Sobrero.
Partenza con 168 ciclisti, dei quali 107 portarono a termine la gara.

## Squadre partecipanti
| N.    | Cod. | Squadra                            |
| ----- | ---- | ---------------------------------- |
| 1-5   |      | Team Casillo Maserati              |
| 6-10  |      | Northwave-Cofiloc                  |
| 11-15 | CTF  | Cycling Team Friuli                |
| 16-20 |      | G.S. Maglificio LB                 |
| 21-25 | BLR  | Selezione bielorussa               |
| 26-30 |      | KK Kranj                           |
| 31-35 |      | U.C. Monaco                        |
| 36-40 | CBS  | Coldeportes Strongman              |
| 41-45 | IRC  | Iseo Serrature-Rime-Carnovali      |
| 46-50 |      | Zalf-Euromobil-Désirée-Fior        |
| 51-55 |      | Bike Team Nordest                  |
| 56-60 |      | Velo Racing Palazzago              |
| 61-65 |      | WP Groot Amsterdam                 |
| 66-70 |      | Holdsworth Zappi Team              |
| 71-75 | SVK  | Selezione slovacca                 |
| 76-80 | HRR  | Hermann Radteam                    |
| 81-85 |      | General Store-Essegibi-F.lli Curia |
| 86-90 | SAN  | Sangemini-Trevigiani-MG.Kvis       |

| N.      | Cod. | Squadra                            |
| ------- | ---- | ---------------------------------- |
| 91-95   |      | Futura Team-Rosini                 |
| 96-100  |      | Team Fortebraccio                  |
| 101-105 |      | Lokosphinx-Elite                   |
| 106-110 |      | V.C. Mendrisio-PL Valli            |
| 111-115 | DHB  | Canyon dhb p/b Bloor Homes         |
| 116-120 | RUS  | Selezione russa                    |
| 121-125 | CPK  | Team Colpack                       |
| 126-130 | BIC  | Biesse Carrera                     |
| 131-135 |      | Cyclingteam Valcavasia             |
| 136-140 | BHP  | BeltramiTSA Hopplà Petroli Firenze |
| 141-145 | TSE  | Astana City                        |
| 146-150 | IAM  | IAM Excelsior                      |
| 151-155 |      | Chambéry Cyclisme Formation        |
| 156-160 |      | Aran Cucine-Vejus                  |
| 161-165 | DDC  | Dimension Data for Qhubeka         |
| 166-170 |      | Work Service Videa Coppi Gazzera   |
| 171-175 | AZT  | D'Amico-UM Tools                   |

## Ordine d'arrivo (Top 10)
| Pos. | Corridore           | Squadra       | Tempo    |
| ---- | ------------------- | ------------- | -------- |
| 1    | Samuele Battistella | Dim. Data     | 3h45'54" |
| 2    | Giovanni Aleotti    | CT Friuli     | s.t.     |
| 3    | Matteo Sobrero      | Dim. Data     | a 1'32"  |
| 4    | Nicolas Prodhomme   | Chambéry      | s.t.     |
| 5    | Daniel Smarzaro     | General St.   | s.t.     |
| 6    | Einer Rubio         | Aran Cucine   | s.t.     |
| 7    | Antoine Debons      | IAM Excelsior | s.t.     |
| 8    | Michel Piccot       | Biesse        | s.t.     |
| 9    | Davide Casarotto    | General St.   | a 1'40"  |
| 10   | Davide Bais         | CT Friuli     | a 1'43"  |